# Ferreira Gullar
Ferreira Gullar, pseudoniem van José Ribamar Ferreira (São Luís (Maranhão), 10 september 1930 – 4 december 2016), was een Braziliaans schrijver, biograaf, vertaler, essayist, dichter, dramaturg en kunstcriticus. Hij behoorde tot Braziliës meest gerenommeerde hedendaagse dichters.

## Leven
Ribamar was de oudste van acht kinderen en leed in zijn jeugd onder de strenge discipline van zijn school. Hij bracht veel tijd door in een openbare bibliotheek en daarmee met het lezen van boeken en schrijven van gedichten. In 1945 maakte hij een opstel over de Dag van de Arbeid, waarvoor hij echter geen lof kreeg omdat hij verschillende grammaticafouten maakte. Dit motiveerde hem om vervolgens veel tijd te steken in het bestuderen van grammatica.
In 1951 trok hij naar Rio de Janeiro en werkte hij voor het tijdschrift Revista do Instituto de Aposentadoria e Pensão do Comércio. In deze stad spelen zich veel van zijn teksten af, vooral in zijn laatste boeken.
In 1961 werd hij benoemd tot directeur van de cultuurstichting in de hoofdstad Brasilia. Tijdens zijn leiding had hij het toezicht op de bouw en vormgeving van het museum voor volkskunde. Zijn werk Se correr o bicho pega, se ficar o bicho come, waarvoor hij in 1966 met een Molière-prijs werd bekroond, wordt gezien als een meesterwerk van het moderne Braziliaanse theater.
Gullar geloofde dat de literatuur een middel zou zijn om de realiteit te beïnvloeden. Hij probeerde in de poëzie de kracht en de vibraties van het leven te vangen. In 1964 zette zijn maatschappelijke betrokkenheid hem ertoe aan lid te worden van de Communistische Partij van Brazilië. In 1968 werd hij daarvoor tijdens de zwarte dagen van de dictatuur bijna opgepakt, samen met veel andere intellectuelen en kunstenaars zoals Caetano Veloso en Gilberto Gil. In 1971 besloot hij daarom in ballingschap te gaan naar het buitenland. In deze tijd woonde hij in meerdere landen in Latijns-Amerika, vooral in Argentinië en Peru.
In 1977 keerde hij terug en bleef hij actief met het schrijven van boeken en het schrijven van stukken voor kranten. Zo schrijft hij wekelijks een column voor het tijdschrift Folha de S.Paulo.
In 1994 overleed zijn vrouw, actrice Theresa Aragon, met wie hij sinds 1954 getrouwd was en samen drie kinderen kreeg.

## Erkenning
Gullar werd een groot aantal maal onderscheiden. Hier volgt een lijst van slechts enkele daarvan:
- 1950: Poëzieprijs, Jornal de Letras, met zijn gedicht O Galo/De Haan.
- 1966: Molière-prijs voor Se correr o bicho pega, se ficar o bicho come
- 1996: Sharp-prijs
- 2002: Prins Claus Prijs
- 2007: Jabuti-prijs voor Resmungos als beste fictieboek
- 2009: Een van de 100 invloedrijkste Brazilianen, tijdschrift Época
- 2010: Camõesprijs
- 2010: Eredoctoraat van de faculteit van letteren van de Federale Universiteit van Rio de Janeiro